# Rogodono
Rogodono is een bestuurslaag in het regentschap Kebumen van de provincie Midden-Java, Indonesië. Rogodono telt 2726 inwoners (volkstelling 2010).